# Curtiss JN-4

Схематичне зображення навчального літака «Кертіс» JN-4

«Кертіс» JN-4 (англ. Curtiss JN-4 Jenny) — американський навчально-тренувальний літак виробництва авіакомпанії Curtiss Aeroplane and Motor Company, що перебував на озброєнні авіаційної секції Корпусу зв'язку США у часи Першої світової війни та післявоєнний час, а також здобув повсюдного використання як цивільний літак багатоцільового призначення.

## Історія
Гленн Кертісс розробив можливо найвідоміший американський літак часів Першої світової війни та міжвоєнного часу JN-4 шляхом глибокої модернізації двох попередніх прототипів своїх літаків: Model J і Model N, увібравши найкращі характеристики з кожного з них. Ставши з часом знаменитим JN-4, двомісний біплан, який незабаром отримав прізвисько «Jenny» надійшов на озброєння авіаційної секції Корпусу зв'язку напередодні вступу країни в Першу світову війну. З квітня 1917 року, коли США вступили в Першу світову війну, даний літак став будуватися великими серіями — саме на таких машинах пройшли підготовку майже 95 % всіх американських і канадських пілотів. Трохи пізніше, в 1919—1920 роках, він активно експлуатувався в міжвоєнний період для різних цілей: тисячі таких аеропланів заполонили небо Америки — літаки можна було бачити на різних ярмарках, авіа шоу та інших заходах.

## Країни-оператори
- Австралія
  -  Льотний корпус Австралії
- Аргентина
  -  Морська авіація Аргентини
- Бразилія
  -  Морська авіація Бразилії
- Канада
  -  Королівський льотний корпус Канади
  -  Королівські військово-повітряні сили Канади
- Республіка Китай
  -  Національно-революційна армія
- Куба
  -  Повітряні сили Куби
- Велика Британія
  -  Королівський льотний корпус
  -  Королівська морська авіаційна служба
- США
  -  Авіаційна секція Корпусу зв'язку
  -  ВМС США
  -  Корпус морської піхоти США